# Stratosfeerontlading
Stratosfeerontladingen zijn een natuurverschijnsel die zich soms voordoen boven zware onweerscomplexen. Boven deze zware onweersbuien komen soms zwakke lichtgevende flitsen voor, in diverse kleuren, die reiken tot ver in de stratosfeer. Er is nog maar weinig bekend over dit fenomeen, maar momenteel spreekt men van drie soorten van deze stratosfeerontladingen: red sprites, blue jets en elves. In het Engels heten deze stratosfeerontladingen Transient Luminous Events (TLE).
Het waarnemen van deze verschijnselen is moeilijk tot vrijwel onmogelijk vanaf de aarde. Sprites zijn tot heden alleen nog waargenomen in de Verenigde Staten, Europa en vanuit vliegtuigen en met satellieten. Door waarnemingen met behulp van satellieten weet men intussen dat ze ook voorkomen in Afrika, Indonesië en Australië. 
De beelden tonen dat deze stratosfeerontladingen ingewikkelde, grillige vormen aannemen, die zich over grote afstanden uitbreiden.

## Typen stratosfeerontladingen
Zoals hierboven geschreven, zijn er momenteel drie soorten stratosfeerontladingen bekend:
- Red sprites of gewoon sprites. Dit zijn rode, zwakke, lichtgevende flitsen die zeer kort duren en weliswaar voor het oog zichtbaar zijn, maar die men niet kan volgen. Het zijn elektrische ontladingen boven cumulonimbus-wolken. Ze kunnen een hoogte bereiken van 95 kilometer. Sprites zijn de meest voorkomende soort stratosfeerontladingen. Ze lijken vooral in de latere stadia van onweerscomplexen voor te komen als er een grote ladingsverplaatsing plaatsvindt, na een positieve blikseminslag.

- Blue jets of gewoon jets. Dit zijn blauwachtige stralen die schuin omhoog schieten en een hoogte bereiken van zo'n 40 tot 50 kilometer. Ze komen niet zo hoog als de rode sprites, maar lijken wel duidelijker. De snelheid waarmee blue jets omhoog schieten is zo'n 350.000 kilometer per uur. Ze worden in verband gebracht met de hagel in onweersbuien.

- Elves. Meestal tonen deze zich als zich snel uitbreidende ringen van zwak licht in de ionosfeer boven grote onweersbuien. Ze ontstaan op de top van een bui en groeien uit tot 400 kilometer in diameter. Elves komen voor in de ionosfeer, op een hoogte van zo'n 100 kilometer boven de grond. Elves duren gewoonlijk slechts één milliseconde en zijn niet waarneembaar vanaf de grond.